# سلف (أصل)

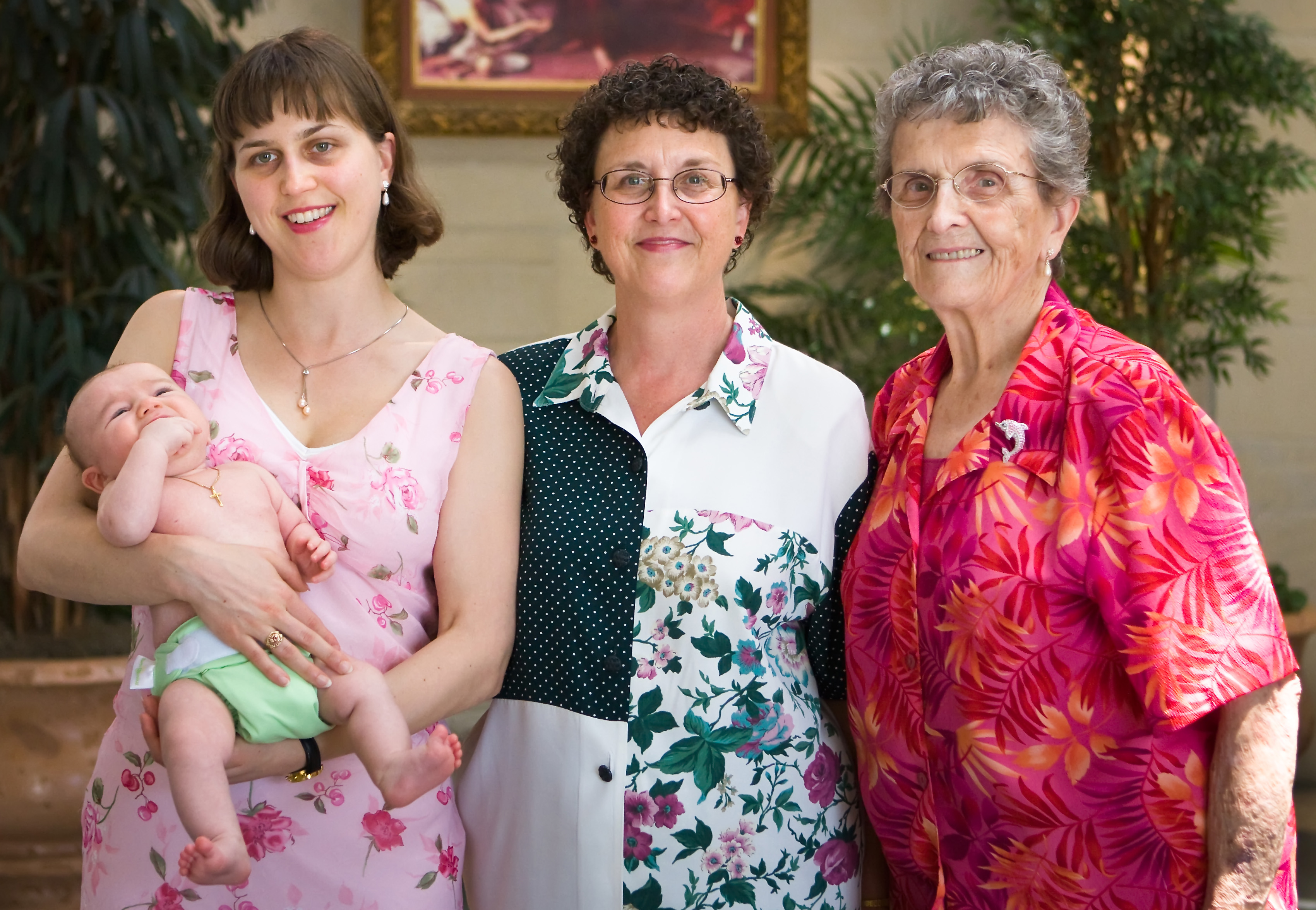

السلف أو الأجداد هم الوالدان (بشكل تعاودي) أو والدا السلف (أي الجد، أب الجد، أب جد الجد، وهكذا). السلف هو «أي شخص يُنحدر منه. في قانون هو الشخص الذي يرك ورث». السلف هو «كل من تقدمك من آبائك وذوِي قرابتِك في السن أَو الفضل»، و«أهل الإنسان الذين ينحدر منهم وذريته التي تنحدر منه» حسب معجم المعاني الجامع.

## مقدمة
كل شخصين تربطهما علاقة وراثية إذا واحد هو الجد من جهة أخرى، أو إذا كانت حصة سلف مشترك من الماضي. في نظرية النشوء والارتقاء، ويقال إن الأنواع التي تشترك سلف تطوري أن تكون من أصل مشترك. ومع ذلك، لا ينطبق هذا المفهوم من أصل لبعض أنواع البكتيريا وغيرها من الكائنات القادرة على نقل الجينات الأفقي.
على افتراض أن كل من أسلاف الفرد لا علاقة لها إلا لبعضها البعض، وهذا فرد الأجداد 2N في الجيل الألف أمامه وما مجموعه حوالي 2G + 1 الأجداد في غرام أجيال قبله. في الممارسة العملية، ومع ذلك، فمن الواضح أن الغالبية العظمى من أسلاف البشر (والواقع أي أنواع أخرى) ترتبط مضاعفة (انظر انهيار نسب). تنظر ن = 40: النوع البشري هو أكثر من 40 الأجيال القديمة، إلا أن عدد 240، ما يقرب من 1012 أو واحد تريليون دولار، يقزم عدد البشر الذين عاشوا من أي وقت مضى.
تجاهل إمكانية أخرى العلاقات المتبادلة (حتى تلك البعيدة) بين الأجداد، فرد ما مجموعه 2046 الأجداد حتى الجيل 10TH، 1024 منها الأجداد جيل ال10. مع الافتراض نفسه، أي شخص معين لديها أكثر من مليار الأجداد جيل ال30 (الذي عاش ما يقرب من 1000 سنة مضت) وهذا العدد يزيد النظري الماضي السكان الإجمالي المقدر في العالم حوالي عام 1000. AD (لن ساهمت كل هذه الأجداد لDNA راثي واحد: هذا لا يشمل DNA Y-الكروموسومات والحمض النووي).
بعض الثقافات تضفي تقديس الأجداد، سواء الأحياء منهم والأموات. في المقابل، عرض بعض السياقات الثقافية المزيد الموجهة للشباب التبجيل أقل من الشيوخ. في سياقات ثقافية أخرى، وبعض الناس يسعون العناية الإلهية من أسلافهم المتوفين. هذه الممارسة التي تعرف أحياناً باسم عبادة السلف، أو بعبارة أدق، سلف التبجيل.